# Oliver Buslau
Oliver Buslau (* 21. Juni 1962 in Gießen) ist ein deutscher Musikjournalist, Autor von Kriminalromanen und Redakteur.

## Leben
Oliver Buslau wuchs in Koblenz auf und begann bereits als Schüler, Zeitungsartikel zu schreiben. Er studierte Musikwissenschaft, Germanistik und Bibliothekswissenschaft in Köln und Wien. Nach seinem Studienabschluss im Jahre 1990 arbeitete er bei der Kölner Schallplattenfirma EMI Classics sowie als Verlagsredakteur.
Seit 1993 ist Buslau, der heute in Bergisch Gladbach lebt, freier Autor von Texten über klassische Musik. 1999 begann er darüber hinaus, Kriminalromane zu schreiben. Sein erster Krimi Die Tote vom Johannisberg, der 2000 erschien, war der Auftakt zu einer Serie um den Wuppertaler Privatdetektiv „Remigius Rott“, dessen weitere Fälle unter den Titeln Flammentod 2001, Rott sieht Rot 2002, Bergisch Samba 2004, Bei Interview Mord 2005 und Neandermord 2008 erschienen (alle im Emons Verlag, Köln). Die Geschichten um Rott spielen im Bergischen Land, der Region östlich von Düsseldorf, und sie spiegeln den für diese Gegend typischen Kontrast von Stadt und Land, von ländlichen Strukturen und Industrieregion wider. 2003 veröffentlichte Buslau mit Schängels Schatten (ebenfalls im Emons Verlag) einen Krimi, der in seiner alten Heimatstadt Koblenz spielt. 2006 veröffentlichte Oliver Buslau den Roman Das Gift der Engel – ein in Bonn spielender Kriminalroman um die Themen Klassische Musik und Rheinromantik. Das Themenfeld der klassischen Musik nahm Buslau auch in einigen weiteren Kriminalromanen wieder auf: 2009 in Die fünfte Passion, 2011 in Schatten über Sanssouci, 2013 in Die Orpheus-Prophezeiung und 2020 in Feuer im Elysium.
Von 2011 bis 2017 schrieb Buslau, der auch eine Fülle von Kurzkrimis geschrieben hat, wöchentlich einen halbseitigen Krimi für die TV-Zeitschrift TVKlar. In jeder Folge stand der von Buslau erfundene pensionierte Literaturprofessor und Hobbydetektiv Archibald Winter im Mittelpunkt. 2017 erschien unter dem Titel Archibald und Marcels Geheimnis eine Auswahl von vier dieser Geschichten in Buchform.
Neben seiner Arbeit als Musikjournalist und Krimiautor war Oliver Buslau Mitherausgeber der Zeitschrift TextArt – Magazin für Kreatives Schreiben, die er im Zuge seiner ersten Erfahrungen als Krimiautor im Jahre 2000 gründete, und deren Chefredakteur er auch bis September 2016 war. Außerdem gibt er selbst als Lehrer für kreatives Schreiben Kurse für angehende Krimiautoren. Oliver Buslau ist gelegentlich auch als Komponist tätig und spielt Bratsche in verschiedenen Klassik-Ensembles. 1986 schrieb er den Erkennungsmarsch des RKK (Regionalverband Karnevalistischer Korporationen Rhein-Mosel-Lahn e. V.).

## Werke

### Kriminalromane um den Wuppertaler PrivatdetektivRemigius Rott
1. Die Tote vom Johannisberg, 2000
2. Flammentod, 2001
3. Rott sieht Rot, 2002
4. Bergisch Samba, 2004
5. Bei Interview Mord, 2005
6. Neandermord, 2008
7. Altenberger Requiem, 2011
8. Der Bulle von Berg, 2014
9. Wupper Wut, 2015
10. Wahn, 2017
11. Bergisches Roulette, 2021

### Kriminalromane im Umfeld der klassischen Musik
1. Das Gift der Engel, 2006
2. Die fünfte Passion, 2009
3. Der Vampir von Melaten, 2009, Fantasy-Roman
4. Schatten über Sanssouci, 2011
5. Die Orpheus-Prophezeiung, 2013
6. Feuer im Elysium, 2020

### Weitere Kriminalromane
- Schängels Schatten, 2003
- Rheinsteigmord, 2013

### Die Fälle des Prof. Archibald Winter (Buchfassung)
- Archibald und Marcels Geheimnis, 2017

### Texte über Musik (Auswahl)
- Harenberg Opernführer, 1995 (Mitarbeit)
- Harenberg Konzertführer, 1997 (Mitarbeit)
- Klassik – Alles, was man kennen sollte, 2004
- 111 Werke der klassischen Musik, die man kennen muss, 2017